# 三島市立長伏小学校
三島市立長伏小学校（みしましりつ ながぶせしょうがっこう）は、静岡県三島市にある公立小学校。

## 概要
- 中郷小学校の児童数・学級数の適正化を目的として、中郷平野の西部、三島市立長伏公園に隣接する平坦地に設立された。
- 開校は1979年（昭和54年）4月。

- 校章に描かれた三つの木の葉は、「長伏」「松本」「御園」の学区を表すとともに、緑豊かな学校を象徴している。それらを結ぶ三筋の線は、西を流れる狩野川と三島を象徴している。

## 通学区域
松本、長伏、御園

## 進学先中学校
- 三島市立中郷西中学校[2]